# Prins Bernhard af Nederlandene
Prins Bernhard af Nederlandene (Bernhard Leopold Friedrich Eberhard Julius Kurt Karl Gottfried Peter), født som Grev Bernhard af Biesterfeld, fra 1916 Prins Bernhard til Lippe-Biesterfeld) (29. juni 1911 – 1. december 2004) var gift med dronningen og regenten Juliana af Nederlandene, og far til seks børn heraf to uægte, en af dem er Beatrix af Nederlandene, der var Hollands regerende dronning i 1980-2013. 
I 1962 udkom i Danmark bogen Prins Bernhard af Holland med undertitlen Blade af et Moderne Monarkis Historie. Forfatteren til bogen, Alden Hatch, interviewede prins Bernhard mange gange, og desuden fik han hjælp fra den tidligere præsident Dwight D. Eisenhower og andre amerikanske og hollandske topfolk fra politik og erhvervsliv.
Man kan jævnligt se Bernhards fortid som medlem af nazistpartiet omtalt, og det skal man nok have levet i datidens Tyskland for at forstå. Han følte sig tvunget til at melde sig ind i partiet under sine studier i 1930'erne, på et tidspunkt hvor en meget stor del af den tyske befolkning støttede Adolf Hitler – han var ikke medlem på grund af sine holdninger. Da tyskerne angreb Holland, gik Bernhard til modstand ved at skyde efter de tyske fly, og under 2. verdenskrig var han koordinator af den hollandske modstandsbevægelse. 
Bogen om Bernhard indeholder et kapitel, som er helliget Hotel de Bilderberg. Forfatteren omtaler heri Joseph Retinger, der var involveret i gennemførelsen af Marshallplanen, som havde navn efter George Marshall. Denne amerikanske general og politiker var fortaler for en tidlig invasion i Europa under 2. verdenskrig – det skete som bekendt ikke – men han tog også initiativ til et program for Europas økonomiske genopbygning, Marshallplanen.
Lockheedskandalen blev kendt i 1975, da den amerikanske flykoncern Lockheed (nu Lockheed Martin) indrømmede, at man siden 1970 havde betalt ca. 22 mio. dollar i bestikkelse til udenlandske politikere og embedsmænd for skaffe sig ordrer til flyfabrikken. I Holland var prins Bernhard involveret, og han måtte derfor trække sig fra sine officielle poster.

## Børn
Prins Berhard og dronning Juliana fik fire døtre: 
- Beatrix af Nederlandene (født 31. januar 1938), dronning af Holland 1980-2013, har tre sønner. Den ældste Willem-Alexander af Nederlandene blev indsat som konge af Nederlandene den 30. april 2013.
- Irene af Lippe-Biesterfeld (født 5. august 1939), titulær hertuginde af Madrid (1964-1977), titulær hertuginde af Parma (1977-2010), enkehertuginde af Parma (2010-), siden sin skilsmisse i 1981 har hun kaldt sig prinsesse af Lippe-Biesterfeld, har fire børn.
- Margriet af Oranje-Nassau (Ottawa 19. januar 1943), gift med Pieter van Vollenhoven, har fire sønner.
- Christina af Oranje-Nassau (født 18. februar 1947), har været gift med Jorge Guillermo, har tre børn.

Desuden var prins Bernhard far til 2 børn, født udenfor ægteskabet. 

## Forældre
Prins Bernhard tilhørte den tyske greveslægt Lippe-Biesterfeld. Hans farfar Ernst af Lippe-Biesterfeld forsøgte forgæves at blive fyrste af  Lippe. Han opnåede kun at blive grevelig regent (1897-1904). Derimod var Bernhards farbror Leopold 4. af Lippe fyrste fra 1905 til 1918. 
I 1909 giftede Bernhards far sig med friherreinde Armgard von Sierstorpff-Cramm (1883–1971). Der var tale en et ulige ægteskab. Fyrst Leopold 4. gav sin svigerinde titlen grevinde von Biesterfeld. Hendes børn skulle så blive grever og grevinder af Biesterfeld. 
I 1916 udnævnte fyrst Leopold 4. Armgard til prinsesse af Lippe-Biesterfeld. Samtidigt blev hendes sønner Berhard og Aschwin tildelt titlen Prinz zur Lippe-Biesterfeld. De fik dog ikke arveret til den lippeske trone; ligesom de heller ikke blev optaget i Fyrstehuset Lippe. 

## Titler
- Bernhard Graf von Biesterfeld (1911–1916)
- Seine Durchlaucht Berhard Prinz zur Lippe-Biesterfeld (1916–1937)
- Hans Kongelig Højhed Prins Bernhard af Nederlandene, prins af Lippe-Biesterfeld (1937-1948)
- Hans Kongelig Højhed Prinsen af Nederlandene (1948-1980)
- Hans Kongelig Højhed Prins Bernhard af Nederlandene, prins af Lippe-Biesterfeld (1980-2004)